# Vera Reznik
Vera Reznik (en ruso: Вера Григорьевна Резник, Vera Grigorievna Reznik, 21 de noviembre de 1944, Leningrado — actual San Petersburgo) – escritora rusa, traductora, especialista en la historia de la literatura mundial. 

## Biografía
Vera Reznik nació en Leningrado (San Petersburgo) en 1944. Se graduó en la facultad filológica de la Universidad Estatal de Leningrado como filólogo-romanista. A partir de 1986 se dedica a las traducciones de la literatura española y latinoamericana. Entre otros autores ha traducido las obras de José Ortega y Gasset, Jorge Luis Borges, Miguel de Unamuno, Eduardo Mallea, Juan Carlos Onetti, Octavio Paz, Umberto Eco (del italiano), Leopoldo Lugones, César Vallejo.
Publicó cuatro libros de la prosa literaria, es miembro de la Unión de los Escritores de San Petersburgo, así como del Gremio “Los Maestros de la Traducción Rusa Literaria”.  Trabajó de profesora en el Museo de Ermitage y en la Universidad Estatal de la Cultura y de los Artes de San Petersburgo, sigue dictando conferencias en el marco del proyecto “Nefictivnoye obrazovanie” (Educación no ficticia). Además a su pluma pertenece una serie de artículos dedicados a los problemas de la cultura española, latinoamericana y rusa.

## Reconocimiento
Los libros de Vera Reznik “Malaya proza” (“Prosa menor”, 2012) y “Personaghi alboma”
(“Personages de un álbum de fotos familiar”, 2017) fueron finalistas del premio “Andrei Bely”. Su libro “Doce cuentos sobre un tal señor Petrov” (“Petrovskaya diughina”, 2021) fue nominado al premio “Yasnaya Poliana”. Su prosa goza de interés de la crítica literaria rusa.
En el apéndice al libro “Personages de un álbum de fotos familiar” el conocido filólogo, traductor y sociólogo ruso Borís Dubin advierte que “es propia para él, además de una claridad y maestría no forzada, una elegancia de exposición que se consigue no solo gracias a la profunda intuición filológica y filosófica, sino que, sin duda, es debida al evidente don literario de su autora”.

## Publicaciones

### Traducciones
- Ramón del Valle-Inclán: “La Rosa de papel”, “Paisaje madrileño” //Ramón del Valle-Inclán, Obras selectas en dos volúmenes – Leningrado, Hudlit, 1986.
- Eduardo Mallea. “El Resentimiento” (traducción de la novela, prefacio) – Leningrado,:Hudlit, 1988. ISBN: 5-280-00360-3.
- Diego de Ágreda y Vargas. “El hermano indiscreto” // Novela española del Siglo de Oro – Leningrado, Hudlit, 1989 – ISBN: 5-280-00677-7.
- Leopoldo Lugones: “Un fenómeno inexplicable”, “Viola acherontia” //Libro de granos de arena, La prosa fantástica de América Latina – Leningrado,: Hudlit, 1990 – ISBN: 5-280-00971-7.
- Jorge Luis Borges: “Historia de la eternidad” (en colab. con A.G. Pogoniailo), “De Alguien a Nadie”, “Formas de una leyenda”, “Historia de los ecos de un nombre”, “Un teólogo en la muerte” y otros //Jorge Luis Borges. Colección – Leningrado,: Hudlit, 1990 – ISBN: 5-8352-0020-X.
- José Ortega y Gasset: “Ideas y creencias”, “Tiempo, distancia y forma en el arte de Proust”// José Ortega y Gasset. Estética. Filosofía de la cultura – : Iscusstvo, 1991 – ISBN: 5-210-02441-1.
- Octavio Paz: “Poesía y poema”, “Misterio desvelado”// Octavio Paz. Poesía. Crítica. Erótica – Moscú:Sociedad Rusa Fenomenológica. 1996 – ISBN: 5-7333-0453-8.
- Jorge Luis Borges: “Un teólogo en la muerte”, “La cámara de las estatuas”; “Historia de los dos que soñaron”, “El brujo postergado”, “El espejo de tinta”// Jorge Luis Borges. Biblioteca de Bábel y otros ensayos – San Petersburgo: Azbuca, 1997 – ISBN: 5-7684-0387-6.
- Umberto Eco. La struttura assente: introduzione alla ricerca semiologica (en colab. con A.G. Pogoniailo) – San Petersburgo: Petropolis,1998 – ISBN: 5-86708-114-1 – Reeditaciones 2004, 2006, 2019.
- Octavio Paz. La consagración del instante. Poesía. Ensayos filosóficos (Composición, prefacio, traducciones) – S.-Petersburgo. Symposium, 2000 – ISBN: 5-89091-122-8.
- Leopoldo Lugones. El secreto de Don Juan //El mito de Don Juan – San Petersburgo: Terra Fantástica. Corvus, 2000 – ISBN: 5-7921-0325-9.
- Octavio Paz, o El esfuerzo de ser (artículo de introducción) // Octavio Paz. Obras escogidas (traducciones, artículo). – Moscú: Terra – Knizcny club, 2001. – ISBN: 5-275-00290-4.
- Miguel de Unamuno. De la erudición y de la crítica// Miguel de Unamuno. La vida de Don Quijote y Sancho… – San Petersburgo: Nauka, 2002 – ISBN: 5-02-028458-0.
- Cuentos de los magos (Traducciones de J.L. Borges, O.Paz, E. Diego y otros) – San Petersburgo: Azbuca classika, 2002. – ISBN: 5-352-00151-2.
- Poesía de los magos (Traducciones de los versos de Borges y Paz) – San Petersburgo: Azbuca classika, 2003. – ISBN: 5-352-00423-6.
- Juan Carlos Onetti: “Tierra de nadie”, “Los adioses”// Las novelas de los magos – San Petersburgo:Azbuca classika, 2004. – ISBN: 5-352-00722-7.
- Jaime Contreras: Sotos contra Riquelmes. Regidores, inquisidores y criptojudíos (en colab. Con G.G. Orel) – San Petersburgo: IPC Vesti, 2006. – ISBN: 5-86153-149-8.
- Leopoldo Lugones: La lluvia de fuego (Traducciones de prosa y versos) – San Petersburgo:Azbuca, 2010. – ISBN: 978-5-389-01089-5.

### Obra propia prosaica
- Aria de la cantata 114 (cuento)//Revista “Kreshjatik” (Minich), n. 30, 2005 – 2006.
- Hombres, perros y ambiente (cuento)// Revista “Kreshjatik” (Minich), n. 33, 2006.
- De la vida de Petrov: “Pattern”, “Lago” (cuentos)//Revista “Kreshjatik” (Minich), n. 38, 2007.
- Una alegría apoderante (cuento)//Revista “Kreshjatik” (Minich), n. 35, 2007.
- La prosa menor – San Petersburgo: Guelicón Plus, 2012-
- Daguerrotipios y fotos – San Petersburgo: Aléteya, 2014 – ISBN: 978-591419-868-5.
- Personages de un álbum de fotos familiar – Kíev: Laurus, 2017 – ISBN: 978-966-2449-97-6.
- Sobre Petrov (cuentos) // Revista “Svesda” (San Petersburgo). 2020, n. 3, n. 12.
- Bania (cuento)// Revista “Svesda” (San Petersburgo). 2021, n. 6.
- Una docena de cuentos Petroviana – San Petersburgo: editorial RJGA, 2021 – ISBN: 978-5-907309-58-6.

### Investigaciones literarias y de la cultura
- La estética española del siglo XVII. La estética española de la primera mitad del siglo XVIII // Conferencias de la historia estética. Bajo la dirección de M.S. Kagán. Vol. 1, vol 2 – San Petersburgo (Leningrado): editorial SpgU, 1973.
- La cultura latinoamericana (un capítulo en el libro, en colab. con A.G. Pogoniailo) // La cultura artística el la sociedad capitalista: una investigación estructural tipológica – San Petersburgo (Leningrado): editorial SpgU, 1986.
- El cuadro de El Greco “Los apóstoles San Pedro y San Pablo” en el contexto de la cultura Española en el siglo XVI y comienzos del XVII (un capítulo en el libro, en colab. con A.G. Pogoniailo) // Lecturas Cervantinas. – San Petersburgo (Leningrado): editorial Nauka, 1988. – ISBN: 5-02-027943-9.
- El pensamiento estético en América Latina // Estética. Vocabulario. – Moscú: Politisdat, 1989. – ISBN: 5-250-00659-0.
- La historia del pensamiento estético en América Latina // Historia del pensamiento estético. En 6 volúmenes. Vol. 5. – Moscú: Iskusstvo, 1990. – ISBN: 5-210-00162-8.
- Comentarios al texto. Conferencias sobre la literatura extranjera – San Petersburgo, Petropolis, 2006 – ISBN: 5-9676-0021-0 (Reeditación Spb., Guelicón Plus, 2012; Spb., Aléteya, 2017, Spb., RJGA, 2021.